# Misilmeri

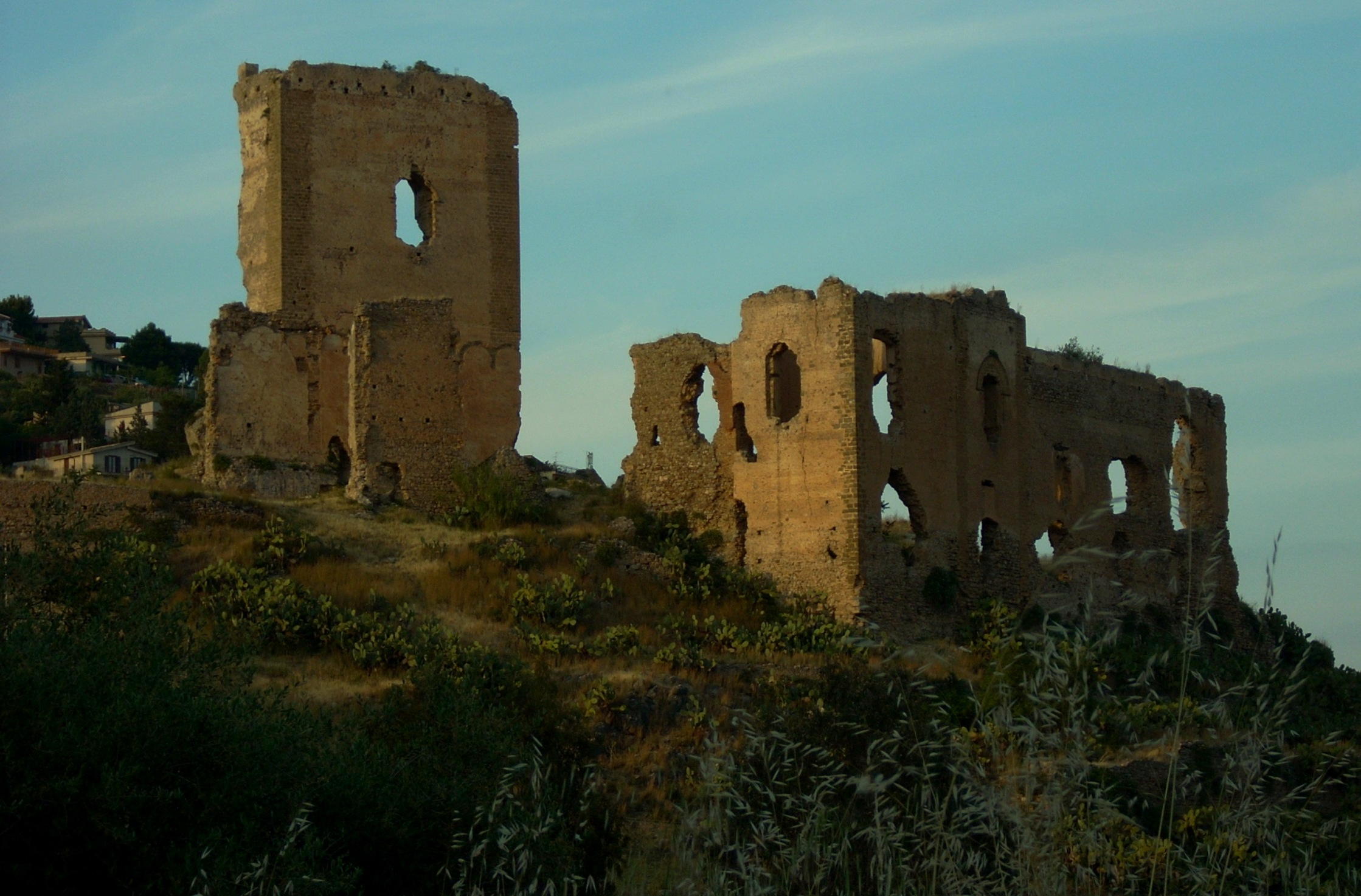
Ruinen des Kastells

Misilmeri ist eine Stadt der Metropolitanstadt Palermo in der Region Sizilien in Italien mit 28.939 Einwohnern (Stand 31. Dezember 2023).

## Lage und Daten
Misilmeri liegt 20 km südöstlich von Palermo. Die Einwohner arbeiten hauptsächlich in der Landwirtschaft und in der Industrie.
Die Nachbargemeinden sind Bagheria, Belmonte Mezzagno, Bolognetta, Casteldaccia, Ficarazzi, Marineo, Palermo, Santa Cristina Gela, Santa Flavia und Villabate.
Nachdem der Bahnverkehr nach Misilmeri 1954 eingestellt wurde, ist der Ort heute nur noch auf der Straße zu erreichen.

## Geschichte
Misilmeri entstand zu arabischer Zeit. 1068 schlug hier Roger von Hauteville die Araber in die Flucht. Der heutige Ort wurde 1540 von Francesco Del Bosco Ventimiglia neu gegründet, seine Nachfahren wurden später zu Herzögen von Misilmeri erhoben. 1721 folgten ihnen als Erben die Bonanno, Fürsten von Roccafiorita nach.

## Bauwerke
- Ruinen des Kastells aus dem 14. Jahrhundert
- Pfarrkirche aus dem 18. Jahrhundert
- Piazza Comitato mit einem Kriegerdenkmal und einem Brunnen